# 고령 분기점
고령 분기점(高靈分岐點, Goryeong Junction, 고령JC)은 경상북도 고령군 성산면 강정리와 대흥리, 박곡리, 그리고 득성리에 걸쳐 설치된 광주대구고속도로와 중부내륙고속도로가 만나는 분기점이다. 2007년 11월 30일에 개통했다.

## 연혁
- 2007년 11월 30일 : 중부내륙고속도로 현풍 ~ 김천 구간 개통에 따라 영업 개시[1]

## 구조물 정보
광주대구고속도로 광주 방향에서 중부내륙고속도로 창원 방향으로의 진출과 중부내륙고속도로 양평 방향에서 광주대구고속도로 대구 방향으로의 진출은 불가능하다. 따라서 창원에서 대구로 갈 때에는 중부내륙고속도로지선을 이용해야 한다.
- 위치: 경상북도 고령군 성산면 강정리, 대흥리, 박곡리, 득성리

## 접속하는 노선

### 광주・대구방면
- 광주대구고속도로 (27번)[2]

### 창원・양평방면
- 중부내륙고속도로 (9번)[3]